# ハインリヒ・フィンク
ハインリヒ・フィンク（ドイツ語: Heinrich Finck, 1444年あるいは1445年 - 1527年6月9日）は、ドイツ・ルネサンス音楽の作曲家。

## 概要
おそらくバンベルク出身だが、生年については確かなことは分かっていない。1492年から1506年までワルシャワでポーランド王国宮廷楽団員を務め、後には楽長まで昇進した。1510年から1519年までシュトゥットガルトの宮廷楽長を務めた。それ以降はあまりよく分かっていなかったため、おそらく1519年に他界したのだろうと考えられていたが、現在では1527年にウィーンで死去したと判明している。

## 作品
作品のほとんどは重唱などの声楽曲だが、該博な専門知識を披露している。ドイツ音楽初期の巨匠の中で高い地位を保っている。フィンクの作品は古今のさまざまな曲集に載せられてきた。ツヴィッカウ図書館は、16世紀半ばに出版された、フィンクの55の歌曲を含んだ大規模な曲集を所蔵している。

### 教会音楽
- 『祝福されし聖母のミサ』（Missa de Beata Virgine）
- 『われらに生まれたまいし御子』（Puer natus est nobis）
- 讃歌『聖なる命』（Imnus Vita sanctor）
- 讃歌『来たれ異教徒の救い主よ』（Imnus Veni Redemptor gentium）
- 『キリストは起ち上がりたもう』（Christ ist erstanden）
- 『神の御名によりわれら行く』（In Gottes Namen faren wir）
- 『かくも聖なる日』（Als heilig ist der Tag）

### リート
- 『ああ愛らしき心』（Ach herzigs Herz）
- 『おお美しい女』（O schönes Weib）
- 『鐘は鳴る、ギンゴン』（Kling klang-Les cloches de Spire）
- 『ある朝私は起きて』（Ich stund an einem morgen）
- 『私は美しい茶色の髪の娘を知っている』（Ich weiss mir ein feins brauns meydelin）
- 『膨れ面のグライナーよ、気に入りましたか』（Greiner, zanner, wie gefelt dir das）
- 『ルーデルとヘンゼル』（Der Ludel und der Hensel）